# بريون (آن)
بريون (بالفرنسية: Brion)‏ هي بلدية فرنسية تقع في إقليم الآن في فرنسا. رمز إنسي لها هو:1063. أما الرمز البريدي لها فهو: 1460.